# Dendropsophus miyatai
Espèce
Synonymes
- Hyla miyatai Vigle & Goberdhan-Vigle, 1990

Statut de conservation UICN

 LC  : Préoccupation mineure
Dendropsophus miyatai est une espèce d'amphibiens de la famille des Hylidae.

## Répartition
Cette espèce se rencontre jusqu'à 300 m d'altitude dans le haut bassin de l'Amazone en Équateur, au Pérou, en Colombie et au Brésil.

## Étymologie
Cette espèce est nommée en l'honneur de Kenneth Ichiro Miyata.

## Publication originale
- Vigle & Goberdhan-Vigle, 1990 : A New Species of Small Colorful Hyla from the Lowland Rainforest of Amazonian Ecuador. Herpetologica, vol. 46, no 4, p. 467-473.